# Premio de narrativa Alcobendas Juan Goytisolo
El Premio de narrativa Alcobendas Juan Goytisolo fue un galardón literario convocado entre 2018 y 2020, por el Ayuntamiento de Alcobendas, España. Este premio, dotado con 20.000 euros y la publicación de la obra por la editorial Galaxia Gutenberg, se creó como homenaje a Juan Goytisolo, figura literaria universal e imprescindible en nuestro tiempo, en reconocimiento a su amplia trayectoria literaria y vital. Nació para promover la creación literaria como una forma artística que pudiera ayudar a las personas a entender el mundo de hoy con toda su complejidad de lenguajes y pensamientos.

## Galardonados
| Edición | Año  | Obra                  | Autor                | País   |
| ------- | ---- | --------------------- | -------------------- | ------ |
| I       | 2018 | Sur                   | Antonio Soler Marcos | España |
| II      | 2019 | Palabras de otro lado | Alonso Cueto         | Perú   |
| III     | 2020 | Declarado desierto    | S/D                  | S/D    |